# Aeroportul Quaqtaq
Aeroportul Quaqtaq (IATA: YQC, ICAO: CYHA) este un aeroport din Quaqtaq⁠(d), Kativik Regional Government⁠(d), Nord-du-Québec⁠(d), Provincia Québec, Canada ce deservește zona Quaqtaq⁠(d). A fost numit după zona deservită.
Situat la o altitudine de 32 m, aeroportul dispune de o singură pistă.